# Воловик, Кирилл Александрович
Кирилл Александрович Воловик (укр. Кирило Олександрович Воловик; род. 15 сентября 1979, Донецк) — украинский самбист и дзюдоист, чемпион и призёр чемпионатов Украины, Европы и мира по самбо, чемпион и призёр чемпионатов Украины по дзюдо, Заслуженный мастер спорта Украины по самбо, мастер спорта Украины по дзюдо. В 2001 году окончил Севастопольский военно-морской институт имени П. С. Нахимова.
В апреле 2014 года награждён медалью Фонда поддержки и развития самбо имени Анатолия Харлампиева «За верность самбо». В мае 2015 года стал чемпионом России среди мастеров и обладателем пояса чемпиона мира по самбо среди профессионалов.

## Спортивные результаты
- Первенство Европы по дзюдо среди юниоров 1998 года, Бухарест — ;
- Чемпионат Украины по дзюдо 2004 года — ;
- Абсолютный чемпионат Украины по дзюдо 2005 года — .